# Maatstaf (tijdschrift)
Maatstaf was een literair tijdschrift dat in Nederland verscheen van 1953 tot 1999, eerst bij uitgeverij Bert Bakker-Daamen en vanaf 1969 bij De Arbeiderspers.

## Geschiedenis
Het initiatief tot de uitgave van Maatstaf werd genomen door de uitgever Bert Bakker, die ook jarenlang de redactie voerde, later geassisteerd door Wim Gijsen, die in 1965 ook formeel mederedacteur werd. Al snel speelde Maatstaf een vooraanstaande rol in de Nederlandse literaire wereld, met regelmatige bijdragen van schrijvers en dichters uit alle generaties, onder wie Annie Salomons, Adriaan Roland Holst, Simon Vestdijk, Gerrit Achterberg, Lucebert, Ed. Hoornik, Theun de Vries, Hendrik de Vries, Hans Vlek en Hans van de Waarsenburg. In 1964 was Maatstaf met meer dan 4000 abonnees het grootste literaire tijdschrift in Nederland en het enige dat niet gesubsidieerd werd.
In 1968 trad de redactie van dat moment - Gijsen en Bakker - af, en werd de uitgave overgenomen door De Arbeiderspers. Maatstaf, met in dat jaar nog 3100 abonnees, kwam onder redactie te staan van Martin Ros, Theo Sontrop, Gerrit Komrij, William D. Kuik en Mensje van Keulen. Auteurs als Maarten 't Hart en F.B. Hotz debuteerden in het blad.
Tegen het eind van de twintigste eeuw kwam Maatstaf, dat inmiddels wel overheidssubsidie kreeg, onder druk te staan. Volgens het Literair Productiefonds, dat de subsidietoekenning beoordeelde, toonde de jaargang 1998 "geen visie, samenhang en redactioneel beleid". Ook vond men "het niveau van de opgenomen creatieve bijdragen laag". De jaarlijkse subsidie van 25.000 gulden werd ingetrokken. Daarop besloot de Arbeiderspers met het blad te stoppen, tot woede van de toenmalige redactie, die bestond uit Mirjam Rotenstreich, Esther Jansma, André Klukhuhn, Ilja Leonard Pfeijffer en Janita Monna.